# I Will Be There (canción de Glass Tiger)
«I Will Be There» o en español "Estaré allí", es una canción lanzada en 1987 por la banda canadiense Glass Tiger, compuesta por Alan Frew, Al Connelly y Michael Hanson, y producida por Jim Vallance. Es el quinto y último sencillo de su álbum debut The Thin Red Line.
El lado-b «Do You Wanna Dance (With Me)» que fue lanzado en Estados Unidos y Australia también es incluido en su anterior sencillo "You're What I Look For" también como lado-b, pero es de notar que no aparece en su álbum The Thin Red Line, pero si en su versión remasterizada lanzada en 2012 The Thin Red Line (Anniversary Edition). A diferencia de Estados Unidos y Australia, en Canadá el lado-b fue "Closer To You". La foto de portada es exactamente la misma que la de "You're What I Look For" y la de su Extended Play Special Mini Album.

## Vídeo musical
Se muestra a la banda la banda interpretando la canción en directo, seguido de varias escenas en blanco y negro, transportándose a unas montañas nevadas donde se les ve interpretando la canción, y a Al Connelly en un risco tocando su guitarra.

## Letra y estructura
«I Will Be There» trata acerca de un amor lejano, del que se anima a recorrer emprendiendo en la aventura y naturaleza. La letra fue escrita por Alan Frew, Al Connelly y Michael Hanson. Se puede escuchar a Bryan Adams cantando los últimos coros de la canción. En la versión del sencillo (3:08), se corta la parte final de la canción.
La estructura de la canción es la siguiente:
1. Introducción (instrumental) (0:00–0:19)
2. Verso 1 (0:19–0:42)
3. Pre-coros (0:42–0:49)
4. Coros (0:49–1:06)
5. Instrumental (1:06–1:14)
6. Verso 2 (media-duración) (1:14–1:29)
7. Pre-coros (1:29–1:35)
8. Coros (1:35–1:54)
9. Instrumental (1:54–2:22)
10. Coros (hasta el final) (2:22–3:28)

## Rendimiento comercial

### Canadá
El sencillo tuvo un desempeño muy bajo comparado con sus sencillos anteriores, debutando la semana del 14 de marzo en la posición 81 en el RPM. En su segunda semana se desplazó hasta la posición número 70 habiendo superado solo 11 puestos. La tercera semana estuvo en el puesto 62 con diferencia a la semana pasada de 8 posiciones. Su cuarta semana tuvo un giro radical ya que llegó hasta la posición 47, la quinta en el 39, la sexta en el puesto 32, la séptima semana en el 30, la octava semana del 2 de mayo logró su mayor posición llegando al puesto 29, seguido de su rápido descenso, permaneció en la lista solo por 13 semanas.

### Estados Unidos
El resultado en Estados Unidos fue copioso ya que logró la posición 34 en el Billboard Hot 100.

## Lista de canciones
| Versión de siete pulgadas |                                |          |  |
| N.º                       | Título                         | Duración |  |
| 1.                        | «I Will Be There»              | 3:08     |  |
| 2.                        | «Do You Wanna Dance (With Me)» | 3:58     |  |
| 7:06                      |                                |          |  |

| Versión de siete pulgadas en Canadá |                   |          |  |
| N.º                                 | Título            | Duración |  |
| 1.                                  | «I Will Be There» | 3:08     |  |
| 2.                                  | «Closer To You»   | 3:37     |  |
| 6:45                                |                   |          |  |

### Versiones oficiales
- «I Will Be There» (versión de álbum)
- «I Will Be There» (versión de sencillo)

## Posiciones

### Semanales
| Canadá         | RPM                              | 29 |
| Estados Unidos | Billboard Hot 100                | 34 |
| Estados Unidos | Mainstream Rock Tracks Billboard | 21 |
| Estados Unidos | Cash Box                         | 33 |
| Estados Unidos | Radio & Records                  | 25 |

## Créditos

### Música
- Alan Frew: vocales
- Al Connelly: guitarras
- Sam Reid: teclado electrónico
- Wayne Parker: bajo
- Michael Hanson: batería, guitarras, coros
- Bryan Adams: Coros

### Producción
- Diseño: Heather Brown
- Diseño del logo: Shoot That Tiger!
- Fotografía: Deborah Samuel
- Productor: Jim Vallance
- Escritores: Al Connelly, Alan Frew, Michael Hanson